# Балдрик (герцог Фриуля)

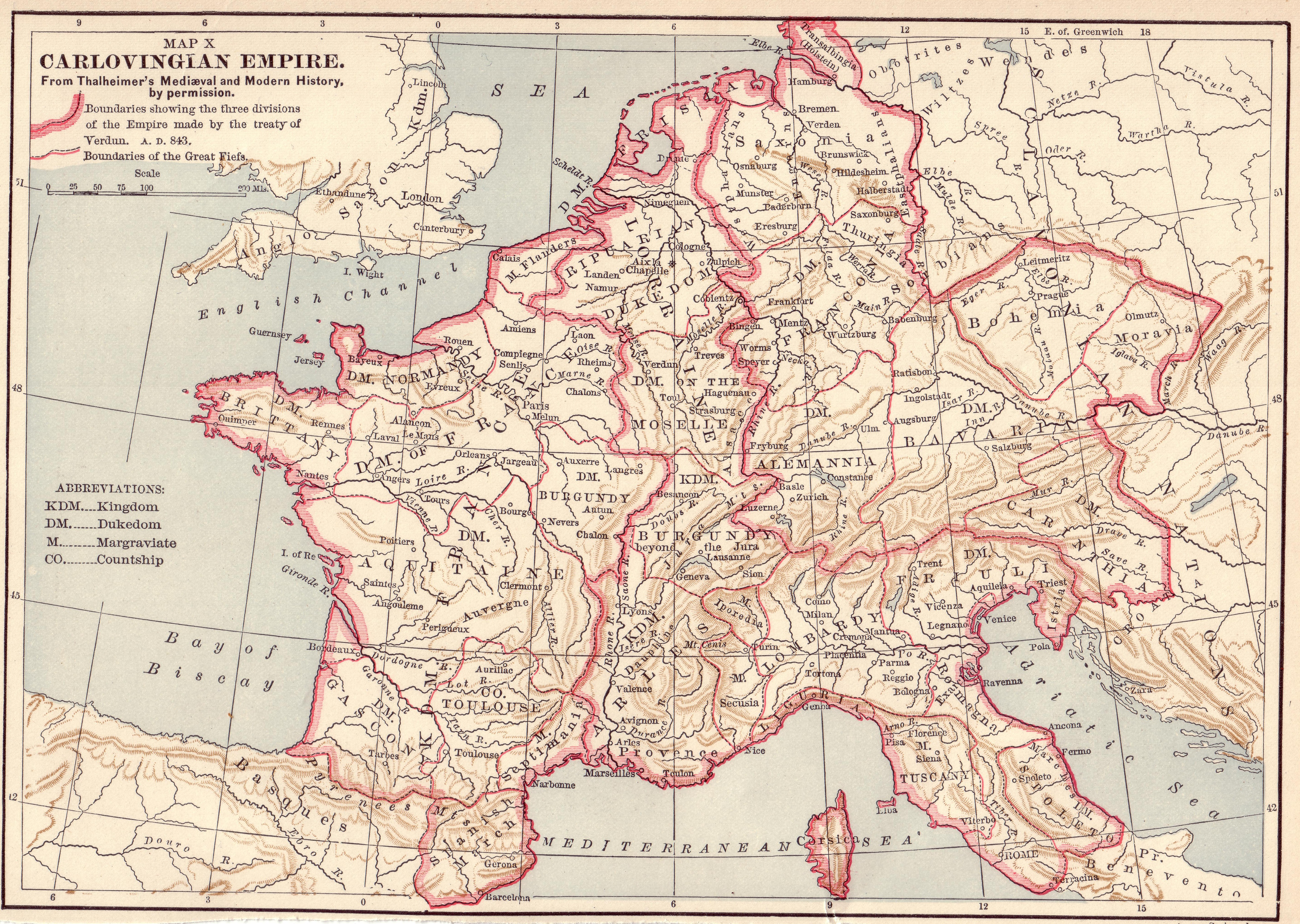
Герцогство Фриуль на карте империи франков, нач. IX в.

Балдрик (Балдерик) (Baldric или Balderic, итал. Balderico del Friuli, лат. Bald[e]ricus) — последний герцог Фриуля (лат. dux Foroiuliensis), правил в 819—828 годах.

## Биография
Балдрик впервые упоминается в 815 году, когда он в звании императорского посланника сопровождал армию саксов и ободритов в походе в Данию для восстановления на троне короля Харальда Клака.
Как правитель Фриуля Балдрик продолжил начатую его предшественником Кадолагом войну с Людевитом Посавским и изгнал его с территории империи франков. В 826 году по приказу дворцового графа Бертрика он вместе с графом Герольдом воевал с аварами.
В 828 году Балдрик был лишён герцогского титула за неспособность организовать оборону границ от вторжения болгар, а герцогство Фриуль разделили на четыре графства: Фриуль с Истрией, Карантания, Крайна с Либурнией (Франкская Хорватия), и Савия (точное месторасположение не известно). Позже на этой территории была образована Фриульская марка.
О Балдрике после 828 года никаких сведений не сохранилось.